# Ван Ван, Люция
Люция Ван Ван  (кит. 婦王王 璐琪, 1869, Хэбэй — 22 июля 1900, Хэбэй) — святая Римско-католической церкви, мученица.

## Биография
Во второй половине XIX века в Китае были сильные антихристианские настроения. Они достигли своего пика в 1899—1901 годах. во время восстания восстание боксёров, в это время в Китае началось массовое преследование христиан. Во время этих гонений по всему Китаю было убито более 30 тысяч христиан. 21 июля 1900 года повстанцы арестовали католиков из деревни Вэй, где жила Люция Ван Ван. Сразу же после ареста повстанцами был казнён Иосиф Ван Юймэй, который являлся руководителем католической общины в деревне. Также была арестована и Люция Ван Ван вместе со своим сыном Андреем Ван Тяньцин и Анна Ван, проживавшая в этой же деревни. На следующий день 22 июля перед ними поставили выбор сохранить жизнь, отказавшись от христианства или умереть. Люция Ван Ван осталась верна своей христианской вере и была казнена повстанцами в этот же день.

## Прославление
Люция Ван Ван была беатифицирована 17 апреля 1955 года римским папой Пием XII вместе с французским миссионером Леоном Мангеном и канонизирована 1 октября 2000 года римским папой Иоанном Павлом II вместе с группой 120 китайских мучеников.
День памяти в Католической церкви — 9 июля.

## Источник
- Католическая энциклопедия, т. 2, М., изд. Францисканцев, 2005 г., стр. 1035—1046, ISBN 5-89208-054-4
- George G. Christian OP, Augustine Zhao Rong and Companions, Martyrs of China, 2005, стр. 72  (англ.)